# 데런 윌리엄스
데런 마이클 윌리엄스(영어: Deron Michael Williams, 1984년 6월 26일 ~ )는 미국의 은퇴한 농구 선수로 포지션은 포인트 가드이다.

## 같이 보기
- 올림픽 농구 메달리스트 목록
- 미국 농구 국가대표팀